# الغواصة الألمانية يو-972
غواصة يو-972 غواصة يو بوت ألمانية من غواصة الفئة السابعة سي بنيت لسلاح بحرية ألمانيا النازية كريغسمارينه، في أحواض بلوم+فوس خلال الحرب العالمية الثانية.

## التصميم
كان طولها 67.10 مترًا (220 قدمًا 2 بوصة) ، مع شعاع يبلغ 6.18 مترًا (20 قدمًا 3 بوصة) ، وارتفاع 9.60 مترًا (31 قدمًا 6 بوصة) وغاطس 4.74 مترًا (15 قدمًا 3 بوصة). قدم 7 بوصة). تم تقييمها عند 864.7 طنًا (851 طنًا طويلًا) مغمورة. تم تشغيل الغواصة بمحركين من نوع Germaniawerft F46 رباعي الأشواط ، وست أسطوانات ديزل فائق الشحن ينتج ما مجموعه 2800 إلى 3200 حصان متري (2060 إلى 2350 كيلوواط ؛ 2760 إلى 3160 shp) للاستخدام أثناء الظهور واثنين من BBC GG UB 720/8 محركات كهربائية مزدوجة المفعول تنتج ما مجموعه 750 حصانًا متريًا (550 كيلو واط ، 740 حصانًا) للاستخدام أثناء الغمر. كان لديها عمودان ومراوح بطول 1.23 متر (4 قدم) . كانت الغواصة قادرة على العمل على أعماق تصل إلى 230 مترًا (750 قدمًا) ، وبسرعة سطحية قصوى تبلغ 17.6 عقدة (32.6 كم / ساعة ؛ 20.3 ميل في الساعة) وسرعة غاطسة قصوى تبلغ 7.5 عقدة (13.9 كم / ساعة ؛ 8.6). ميلا في الساعة). عند غمرها بالمياه ، يمكن للقارب U أن يعمل لمسافة 80 ميلًا بحريًا (150 كم ؛ 92 ميلًا) بسرعة 4 عقدة (7.4 كم / ساعة ؛ 4.6 ميل في الساعة) وعندما تطفو على السطح ، يمكنها السفر 8500 ميل بحري (15700 كم ؛ 9،800 ميل) في 10 عقدة (19 كم / ساعة ، 12 ميل في الساعة). [1]
تم تركيب الغواصة مع خمس 53.3 سم (21 في) أنابيب طوربيد (أربعة تركيبها في القوس واحدة في المؤخرة)، أربعة عشر طوربيدات ، واحدة 8.8 سم (3.46 في) بندقية على سطح السفينة (220 طلقة) و 3.7 سم (1.5 في ) مدفع مضاد للطائرات من طراز Flak M42 . كان القارب مكونًا من 44 إلى 57 رجلاً. [1]